# エリザベート・バウメ＝シュナイダー
エリザベート・バウメ＝シュナイダー（独: Élisabeth Baume-Schneider、1963年12月24日 - ）は、スイスの政治家。2022年12月7日、ジュラ州から初めての連邦参事会参事に選出された。スイス社会民主党所属。

## 経歴
ベルン州サンティミエの農家に生まれる。祖父母の代に、同州の湖水地方（ゼーラント）から移り住んだ一家であった。1983年にラ・ショー＝ド＝フォンの高校を卒業後、ヌーシャテル大学で社会科学を学び、1987年に修士号を取得。1989年から2002年まで、ジュラ州でソーシャルワーカーとして働いた。
ポーランドの独立自主管理労働組合「連帯」（ソリダルノシチ）に影響を受け、社会民主党に入党。1995年にジュラ州大評議会の議員となり、2000年には議長を務めた。2002年12月から2015年にかけて、同州の教育・文化・スポーツ相を務め、州内の高校卒業試験の二言語化を主導した。
2019年の総選挙で全州議会議員に選出され、2020年1月にはファッハホーホシューレ諮問評議会の委員にも選任された。2022年11月、連邦参事選への立候補を表明し   、12月7日に引退する社会民主党のシモネッタ・ソマルーガの後任の参事に選出された。スイスで最も新しい州であるジュラ州から参事が選出されるのは、これが初めてであった。しかし、これによってドイツ語圏選出の参事は全7名中3名となり、ドイツ語圏の人口が過半数を占めるスイスにおいてバウメ＝シュナイダーの選出は物議を醸した。連邦参事会において、バウメ＝シュナイダーは新たに財務担当となったカリン・ケラー＝ズッターの後任として、司法・警察担当となった。2024年から内務担当。

## 人物
既婚で、2子がいる。本籍地のジュラ州ル・ブルルーで、ヴァレー・ブラックノーズ種のヒツジを飼育している。